# Dart Island (ö i Australien, Tasmanien)
Dart Island är en ö i Australien. Den ligger i delstaten Tasmanien, i den sydöstra delen av landet, omkring 46 kilometer öster om delstatshuvudstaden Hobart. Arean är 0,17 kvadratkilometer.
I omgivningarna runt Dart Island växer i huvudsak städsegrön lövskog. Genomsnittlig årsnederbörd är 731 millimeter. Den regnigaste månaden är juli, med i genomsnitt 89 mm nederbörd, och den torraste är februari, med 42 mm nederbörd.